# 大屁股樂團
大屁股樂團（Big Ass）是泰國樂團。除了嘗試新金屬(Nu Metal)和金屬核(Metalcore)風格外，大屁股樂團最受歡迎的曲子是愛情抒情曲，他們總共發行六張專輯。

## 資料
大屁股在1997年發表了第一張專輯<不錯>，正式踏上泰國主流樂壇。2000年至2004年一共推出三張專輯分別是< XL >、<我的世界>、<七>。大屁股創作的歌曲特別是情歌由於極為悅耳和容易令人產生共鳴，吸引相當多的聽眾。 大屁股與另一樂團Bodyslam關係友好，唱片公司曾經為兩隊樂團推出專輯。在2008年大屁股為泰國青春電影<大暑假>(ปิดเทอมใหญ่ หัวใจว้าวุ่น)主唱主題曲<Kon Tai>(至少) (ก่อนตาย)。

## 成員
- Daycha Konalo (เดชา โคนาโล; Jeng, เจ๋ง): 主唱／吉他
- Poonsak Jaturaboon (พูนศักดิ์ จตุระบุล; Off, อ็อฟ): 吉他／合唱
- Apichart Promraksa (อภิชาติ พรมรักษา; Moo, หมู): 吉他／合唱
- Pongpan Pollasit (พงษ์พันธ์ พลสิทธิ์; Oak, โอ๊ก): 貝斯
- Kachorndej Promraksa (ขจรเดช พรมรักษา; Kob, กบ): 鼓手

## 專輯
- Not Bad (1997)
- XL (2000)
- My World (2003)
- Seven (July 2004)
- Begins (November 2006)
- Love (12 December 2008)